# Adrian Pintea
Adrian Virgil Pintea (n. 9 octombrie 1954, Beiuș, Bihor, România – d. 8 iunie 2007, București, România) a fost un actor român de teatru, film și televiziune. El a adus o contribuție deosebită scenei și cinematografiei românești.

## Biografie
Adrian Virgil Pintea s-a născut în 1954. Și-a petrecut copilăria la Beiuș și Oradea. În 1979 a absolvit cursurile Institutului de Artă Teatrală și Cinematografică "I.L. Caragiale" din București la clasa profesorului Petre Vasilescu.
În 1990 a început să predea actorie la același institut, devenit între timp Universitatea Națională de Artă Teatrală și Cinematografică "I. L. Caragiale". În 2002 a obținut titlul de doctor în domeniul teatru, cu lucrarea Hamlet sau actorul lucid, lucrare care avea să fie tipărită la editura ALL. În 2004 a absolvit Universitatea Națională de Artă Teatrală și Cinematografică "I.L. Caragiale", la secția regie film, clasa Elisabeta Bostan. 
Adrian Pintea a încetat din viață la vârsta de 52 de ani, pe 8 iunie 2007, la Spitalul Fundeni, suferind de ciroză.
Văduva artistului, Lavinia, a afirmat că actorul a murit de septicemie, în urma unui implant dentar, fiind slăbit deja o îndelungată perioadă în care a suferit de ciroză hepatică.

## Teatru
Studioul Casandra
- Eumet - Oedip salvat de Radu Stanca, regia Mihai Măniuțiu, Studioul Casandra, 1977
- Romeo - Romeo și Julieta de William Shakespeare, regia Cătălina Buzoianu, Studioul Casandra, 1978
- Jean - Domnișoara Iulia de August Strindberg, regia Liana Ceterchi, Studioul Casandra

Teatrul Bulandra
- Treplev - Pescărușul de A. P. Cehov, regia Liviu Ciulei, Teatrul Bulandra, 1977
- Thomas Becket - Thomas a Becket de Jean Anouilh, regia Adrian Pintea, Teatrul Bulandra, 1999

Teatrul Național
- Alexei - Memoriile unui necunoscut de F. M. Dostoievski, regia Ion Cojar, Teatrul Național „Ion Luca Caragiale”Teatrul Național București
- Ahile - Ifigenia de Mircea Eliade, regia Ion Cojar, Teatrul Național București, 1981
- Iașa - Livada de vișini de Anton Cehov, regia Andrei Șerban, Teatrul Național București, 1992
- Hans - Ondine de Jean Giraudoux, regia Horea Popescu, Teatrul Național București

Teatrul Nottara
- Henric - Henric al lV-lea de Luigi Pirandello, regia Dominic Dembinski, Teatrul Nottara, 1990

Teatrul Româno-American
- Val - Orfeu în infern de Tennessee Williams, regia Adrian Pintea, Teatrul Româno-American
- Eddie - Nebun din dragoste de Sam Shepard, regia Adrian Pintea, Teatrul Româno-American

Teatrul Național Craiova
- Hamlet - Hamlet de William Shakespeare, regia Gabor Tompa, Teatrul Național Craiova

Compania Teatrală 777
- James Leeds - Copiii unui Dumnezeu mai mic de Mark Medoff, regia Theodor Cristian Popescu, Compania Teatrală 777, 1997
- Jack Barrymore - Repetiție cu Barrymore, după William Luce, regia Adrian Pintea

## Filmografie
- Mînia (1978) - băiatul cu pasărea
- Aurel Vlaicu (1978) - Ștefan Octavian Iosif
- Între oglinzi paralele (1979) - George Praida
- Falansterul (1979)
- Lumini și umbre serial tv (1979-1982)
- Lumina palidă a durerii (1980) - dublaj de voce
- Iancu Jianu zapciul (1981) - Iancu Jianu
- Iancu Jianu haiducul (1981) - Iancu Jianu
- Ștefan Luchian (1981) - Nicolae Tonitza
- Fapt divers (1985)
- Adela (1985) - reparatorul de piane
- Pădureanca (1987) - Iorgovan
- Vulcanul stins (1987) - geologul
- Cei care plătesc cu viața (1989) - Gelu Ruscanu
- Mircea (1989) - Vlad, fiul lui Mircea cel Bătrân
- Un bulgăre de humă (1990) - Mihai Eminescu
- Domnișoara Christina (film TV, 1992)
- Dușmanul dușmanului meu (1999) - teroristul Goran
- Vlad - Iancu de Hunedoara (ca Adrian Pinta)

- Dublaj la episodul Servitoare de mit (Main of the Myth), din seria Povești cu Mac-Mac, în rolul regelui vikingilor, vocea în original aparținându-i lui William Callaway (1998)
- Juan - Corida, regia Carlos Aguira, TVR, Mandroid, USA Fullmoon Productions
- Doctorul - Nostradamus, British Production
- Doctorul român - Căpitanul Conan, regia Bertrand Tavernier, French Little Bear Release
- Jan - Das Alibi, regia Hayde Pills, Hamburg Films

## Televiziune
- Zeno - „Lumini și umbre”, regia Andrei Blaier, serial TVR
- Romeo - „Romeo și Julieta”, regia Cătălina Buzoianu, TVR
- Henric - „Henric al lV-lea”, regia Dominic Dembinski, TVR
- Harry Tully- Trandafirul și coroana de J. B. Priestley, regia Eugen Todoran, TVR
- Marchizul de Mosa - „Don Carlos”, regia Eugen Todoran, TVR
- Don Juan - „Don Juan” de Fr. Dürrenmatt, regia Eugen Todoran, TVR
- Curcanii (1977), de Grigore Ventura, regia Virgil Bradateanu, Anca Ovanez-Dorosenco, TVR
- Daria Iubirea mea 19 septembrie 2006 (telenovela românească)

## Teatru radiofonic (Radiodifuziunea Română)
- Prințul Mîșkin - Idiotul de F.M. Dostoievski
- Karl - Muntele vrăjit de Thomas Mann, regia Cristian Munteanu
- Orsino - A 12-a noapte de W. Shakespeare
- Marco - Neranțula de Panait Istrati

## Regie de teatru
Studioul Casandra
- Cei drepți de Albert Camus
- Demonii după F.M. Dostoievski
- Romeo și Julieta de William Shakespeare
- Comedia erorilor de William Shakespeare

Teatrul Româno-American
- Orfeu în infern de Tennessee Williams
- Nebun din dragoste” de Sam Shepard

Teatrul Bulandra
- Repetiție cu Barrymore de William Luce
- Thomas a Becket de Jean Anouilh, 1999

UNATC
- Bădăranii de Carlo Goldoni, 2004
- Jesus Christ Superstar de Andrew Lloyd Webero

## Lucrări publicate
- Pămîntul americanului - Editura Eminescu - 1996
- Umbrit - Editura Eminescu - 1998
- Hamlet sau actorul lucid - Editura Allfa - 2002

## Premii
- Meritul cultural de Grand Comandor al României - 1 martie 2004
- Premiul Criticii - Cel mai bun actor pentru Hamlet, regia Tompa Gabor
- Premiul de excelență - VIP 2005
- Premiul Arte VIP 2006 pentru regia spectacolului „Jesus Christ Superstar” de Andrew Lloyd Webber

## Activitate didactică
- Profesor universitar doctor actorie la Universitatea teatrală și cinematografică „Ion Luca Caragiale”- București

## Literatura
- Premiul Luceafărul (1988) pentru „Pămîntul americanului” (nuvele)
- Umbrit (poezie - 1998)
- Hamlet sau actorul lucid (eseu)

## Viața privată
În anii 1980, Adrian Pintea a trăit împreună cu actrița Irina Petrescu.
Adrian Pintea a fost căsătorit, din 1984, timp de unsprezece ani cu arhitecta Silvia Mihaela Rusan. 
Adrian Pintea s-a căsătorit civil cu Lavinia Tatomir la 25 decembrie 2000, iar cununia religioasă au făcut-o în vara anului 2001.